# Luis García Bosch
Luis García Bosch (Buenos Aires, Argentina; 27 de enero de 1910- Ídem; 4 de agosto de 1971) fue un actor cómico argentino de notable trayectoria artística. Su hermano fue el actor Enrique García Satur y su sobrino Claudio García Satur.

## Carrera
Brillante actor cómico se inició en el ambiente teatral a mediados del '30. Luego incursionó en radio con actores como Pepe Arias, Tato Bores, Pablo Cumo, Miguel Gómez Bao  y Marianito Bauzá con quienes se lucieron en La Escuelita Humorística por Radio Splendid y con libretos de Julio Porter.
En cine debutó en 1938 con el film El cabo Rivero protagonizado por Enrique Muiño, Pilar Gómez y María Esther Podestá. Luego participó en decenas de películas con alto tono humorístico compartiendo escena con figuras de la talla de Nini Marshall, Ubaldo Martínez, Juan Carlos Altavista, Beba Bidart, Olinda Bozán, Alfredo Barbieri, Don Pelele, entre otros. Su última aparición fue en la comedia Muchacho que vas cantando en 1971, encabezada por Palito Ortega.
En teatro integró numerosas obras revisteriles, entre ellos, el conjunto revisteril de Antonio De Bassi, junto con Ramón Garay, Tono Andreu, Diana Maggi e Iris Donath. Ya en el 60' integró la compañía encabezada por José Marrone junto a su esposa la vedette Juanita Martínez

## Filmografía
- 1938: El cabo Rivero.
- 1949: Alma de bohemio.
- 1950: Nacha Regules.
- 1950: La vendedora de fantasías.
- 1950: Toscanito y los detectives.
- 1951: Una noche cualquiera.
- 1951: El heroico Bonifacio.
- 1952: Vigilantes y ladrones.
- 1954: La edad del amor.
- 1954: La calle del pecado.
- 1954: Dringue, Castrito y la lámpara de Aladino.
- 1955: Canario rojo.
- 1956: África ríe.
- 1957: Historia de una carta
- 1967: Coche cama, alojamiento.
- 1967: Ya tiene comisario el pueblo.
- 1971: Muchacho que vas cantando.[4]

## Televisión
- 1953: Ópera Atómica, junto a Tono Andreu, Gogó Andreu, Elsa del Campillo, Víctor Martucci y Gloria Montes.

## Teatro
- Un marqués de contrabando (1941). Con la "Compañía Porteña de Revistas" formada por Alí Salem de Baraja, Trini Moren, Laura Hernández, Marcelo Ruggero, Jaime Font Saravia, Antonio Provitilo y gran elenco.
- Intermezzo en el circo (1943), estrenada en el Teatro Politeama. Con Diana Montes, Susy Del Carril, María Esther Duckse, Pablo Palitos, Roberto García Ramos, Totón Podestá, Narciso Ibáñez Menta, Héctor Ferraro, Emilio de Grey, Chela de los Ríos, Cayetano Biondo y Alberto Arocena.
- Yo soy Juan Pueblo (1944), de Germán Ziclis. Con Pepita Cantero, Marcos Caplán, Pedro Maffia, Juan Mangiante, Pepita Muñoz, Vicente Rubino, Oscar Soldati y Alberto Vila.[5]
- ¡Hay “Ensueños" que son mulas! (1946) con Thelma Carló, Marcos Caplán, Sofía Bozán, Dringue Farías, Gloria Ramírez, Aída Olivier y Mario Fortuna.
- ¡Que frío andar si casco! (1946).
- Historia cómica de una avenida seria (1950).
- ¡Que de cosas hay que ver! (1950).
- Las alegres noches del Maipo (1950).
- ¿Que traerá el 15? (1951).
- ¿Que cosas se lleva el viento? (1951).
- Historias cómicas del medio siglo (1951).
- ¡No hay país como el nuestro!... (1951).
- El paraíso del mundo (1951)
- Carrilón de Buenos Aires (1951)
- Los mirasoles (1951).
- Concierto de piano (1951).
- Le Don D'Adele (1951)
- Cuarto festival de los dibujantes (1951)
- Recital de danzas (1951)
- El paraíso del hombre (1951).
- Llegó la hora del mambo (1951).
- La cabalgata de los éxitos (1951).
- En el Maipo hay inflación (1952).
- Triple corona en el Maipo (1952).
- Gram diario porteño (1952).
- El Maipo es así (1952).
- Turistas en Buenos Aires (1952).
- La pasarela está de gala (1954).
- Locuras de primavera (1954).
- ¡Bombas en el Maipo! (1957).
- ¡Constituyentes... Pan y Vino! (1957).
- ¡Cada loco con su ilusión!... (1957).
- No aflojes, Arturo (1958).
- La que el espera, excelencia (1958).
- Si me dejan estudiar "Io" todo lo voy a arreglar (1958).
- No hay Arturo que dure 100 años (1959).
- ¡Que blancos están los negros! (1960).
- ¡El que fue a sevilla... perdió su silla! (1960).
- Todo bicho que conintes va a parar al Otamendi (1960).
- Hay que cambiar los botones (1960).
- El dolce veto (1960).
- Y Buenos Aires... Azul quedó! (1962).
- Del 62... lo mejor! (1962).
- 1962: Cocinelle en el Maipo, con Vicente Rubino y Coccinelle.
- Buenos Aires la reina del bono (1963).
- Presidente con cara de ángel se necesita! (1963).
- Bikini S.A (1963).
- Miren que cabeza loca (1963).
- Ritmo, Turismo y Nudismo (1965), de Julio Costas, Ángel Cortese y Leo Carter, con música de Francisco Cao. Estrenada en el Teatro Maipo, junto a Don Pelele, Dorita Burgos, Yoli Logan, Tito Climent, Alma Ferrari y la coreografía de Rafael García.[6]
- Si no es Maipo no es revista (1967).